# ベルガモ県

ベルガモ県
Provincia di Bergamo

ベルガモ県（ベルガモけん、イタリア語: Provincia di Bergamo）は、イタリア共和国ロンバルディア州に属する県の一つ。県都はベルガモ。

## 地理

### 位置・広がり
ロンバルディア州のほぼ中央部に所在する。県都ベルガモは、ブレシアの西北西約46km、州都ミラノの東北東約46km、コモの東南東約47kmに位置する。
隣接する県は以下の通り。
- ソンドリオ県 - 北
- ブレシア県 - 東
- クレモナ県 - 南
- ミラノ県 - 南西
- モンツァ・エ・ブリアンツァ県 - 西
- レッコ県 - 北西

### 地勢・地形
- 湖沼：イゼーオ湖、エンディネ湖（英語版）

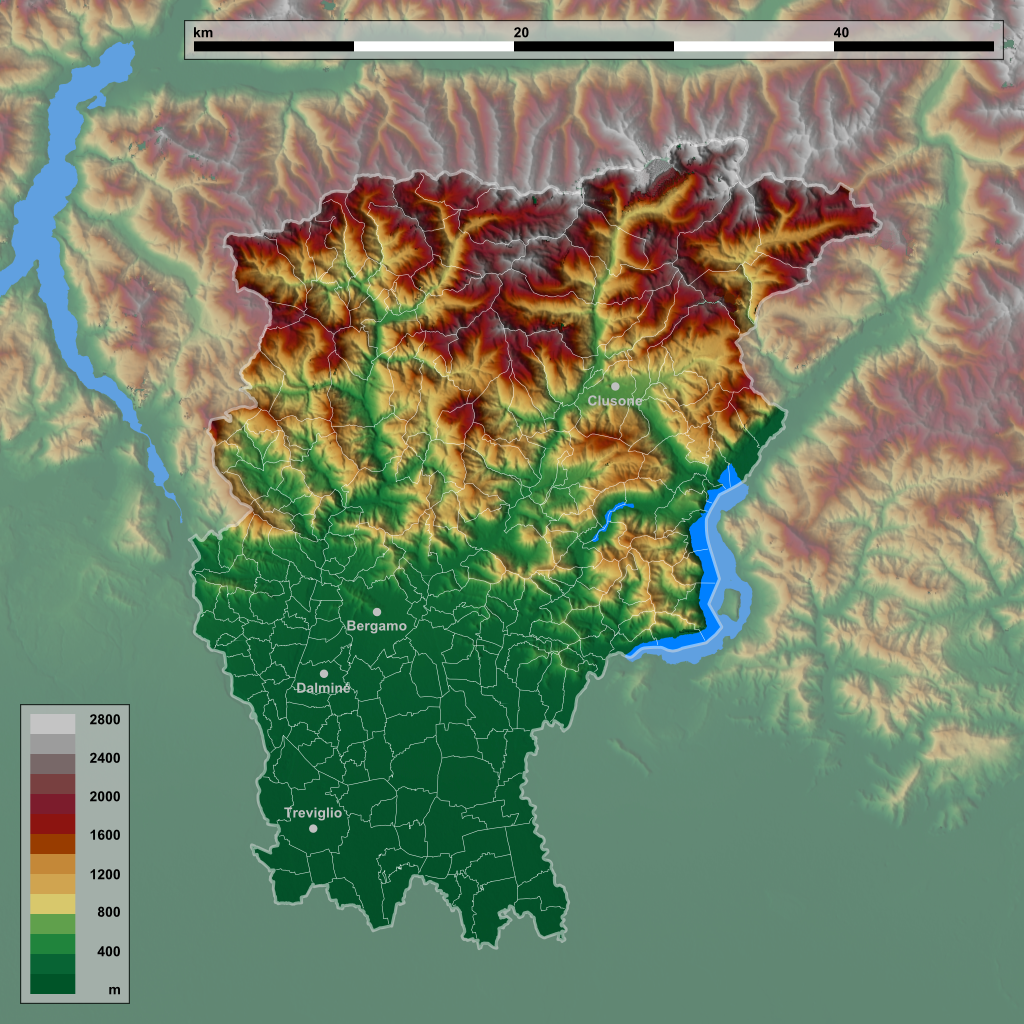
地形図

- 河川：アッダ川、ブレンボ川、セーリオ川、オーリオ川

県域は北部の山岳部、南部の平野部（ポー平原）に分かれる。
県北部の山岳部はアルプス山脈の一部をなす山々で、山域区分の標準であるSOIUSAでは、東アルプス山脈のベルガモ・アルプス及びプレアルプス (Bergamasque Alps and Prealps) に分類している。この山域はさらに、北側のベルガモ・アルプス (Bergamasque Alps) （別名：オロビエ・アルプス (it:Alpi Orobie) ）、南側のベルガモ・プレアルプス (Bergamasque Prealps) に区分される。県の最高峰は、県の北東部（ヴァルボンディオーネの域内）、ソンドリオ県との県境に位置するコカ山 (Pizzo Coca)  (3,050 m) 。コカ山の麓付近にセーリオ川が源を発し、ヴァル・セリアーナの谷筋を刻む。
県南部の平野部においては、西の県界がアッダ川、東の県界がオーリオ川である。その間に、県北部を水源とするブレンボ川、セーリオ川が流れる。ブレンボ川は県南西部でアッダ川に合流し、セーリオ川は南のクレモナ県に流下してアッダ川と合流する。県都ベルガモは、ブレンボ川とセーリオ川の間に位置する。

### 主要な都市
2001年の国勢調査に基づく居住地区（Località abitata）別人口統計によれば、人口1万人以上の都市は以下の通り。
- ベルガモ - 109,587人
- トレヴィーリオ - 22,999人
- ダルミネ - 21,459人
- セリアーテ - 19,873人
- ロマーノ・ディ・ロンバルディーア - 14,562人
- アルビーノ - 12,683人
- カラヴァッジョ - 12,031人
- アルツァーノ・ロンバルド - 11,349人
- ステッツァーノ - 10,027人

- ベルガモ
- トレヴィオーロ
- ベルガモと周辺都市

## 歴史

サルデーニャ王国ベルガモ県の3郡（1859年時点）

19世紀、ロンバルディアはオーストリア帝国の構成国・ロンバルド＝ヴェネト王国の領土としてオーストリアに支配された。
1859年、第二次イタリア独立戦争後のチューリッヒ条約により、ロンバルディアはサルデーニャ王国（1861年よりイタリア王国）が領有することとなり、サルデーニャ王国はベルガモ県を設置した。ベルガモ県には3つの郡 (it:Circondario (Regno d'Italia)) が置かれた。すなわち、ベルガモ郡 (it:Circondario di Bergamo) 、トレヴィーリオ郡 (it:Circondario di Treviglio) 、クルゾーネ郡 (it:Circondario di Clusone) である。なお、これらの郡はファシスト政権下の行政区画再編により、1926年から1927年にかけて廃止された。
1992年、県西部（カロルツィオコルテなど）が分離し、コモ県東部と合わせてレッコ県となった。

### 2019年コロナウイルス感染症の流行
2020年、2019新型コロナウイルスの感染が拡大し、同年3月末までにベルガモ県内で2060人の死者が発生した。
感染拡大の主因には、2月19日にミラノで開催されたアタランタBC対バレンシアCFのUEFAチャンピオンズリーグの試合が挙げられている。

## 行政区画

### コムーネ
ベルガモ県には243のコムーネがある。主要なコムーネ（人口1万人以上）は下表の通り。左端の数字はISTATコードを示す。人口は2021年1月1日現在。
| コード | 自治体名                         | 人口    |
| ------ | -------------------------------- | ------- |
| 016024 | ベルガモ                         | 119,684 |
| 016219 | トレヴィーリオ                   | 30,296  |
| 016198 | セリアーテ                       | 24,744  |
| 016091 | ダルミネ                         | 23,346  |
| 016183 | ロマーノ・ディ・ロンバルディーア | 20,317  |
| 016004 | アルビーノ                       | 17,529  |
| 016053 | カラヴァッジョ                   | 16,170  |
| 016008 | アルツァーノ・ロンバルド         | 13,370  |
| 016207 | ステッツァーノ                   | 13,243  |
| 016153 | オージオ・ソット                 | 12,472  |
| 016170 | ポンテ・サン・ピエトロ           | 11,511  |
| 016144 | ネンブロ                         | 11,243  |
| 016079 | コローニョ・アル・セーリオ       | 10,999  |
| 016133 | マルティネンゴ                   | 10,757  |
| 016220 | トレヴィオーロ                   | 10,730  |
| 016062 | カステッリ・カレーピオ           | 10,169  |
| 016030 | ボナーテ・ソプラ                 | 10,087  |

21世紀に入って以降、以下のコムーネ統廃合 (it:Fusione di comuni italiani) が行われている。
2014年発足
- ヴァルセッカがサントモボーノ・テルメに編入
- ヴァル・ブレンビッラ（ブレンビッラ、ジェローザが合併）

### 山岳部共同体
広域行政組織である山岳部共同体としては以下がある。色は右地図と対応している。

ベルガモ県の山岳部共同体

- ヴァッレ・イマーニャ山岳部共同体  (it:Comunità montana Valle Imagna)  （事務所所在地: サントモボーノ・テルメ）
- ヴァッレ・ブレンバーナ山岳部共同体  (it:Comunità montana della Valle Brembana)  （事務所所在地: ピアッツァ・ブレンバーナ）
- ヴァッレ・セリアーナ山岳部共同体  (it:Comunità montana della Valle Seriana)  （事務所所在地: クルゾーネ）
- ラーギ・ベルガマスキ山岳部共同体  (it:Comunità montana dei Laghi Bergamaschi)  （事務所所在地: ローヴェレ）
- スカルヴェ山岳部共同体  (it:Comunità montana di Scalve)  （事務所所在地: ヴィルミノーレ・ディ・スカルヴェ）
- ラーリオ・オリエターレ＝ヴァッレ・サン・マルティノ山岳部共同体  (it:Comunità montana Lario Orientale - Valle San Martino)  （事務所所在地: レッコ県ガルビアーテ）
- イーゾラ・ベルガマスカ（イタリア語版）共同体 Comunità dell'Isola Bergamasca （事務所所在地: ポンテ・サン・ピエトロ）

ラーリオ・オリエターレ＝ヴァッレ・サン・マルティノ山岳部共同体はレッコ県とベルガモ県にまたがる山岳部自治体で、ヴァッレ・サン・マルティノがベルガモ県内に含まれる。

## 交通

### 空港
- ベルガモ・オーリオ・アル・セーリオ空港（オーリオ・アル・セーリオ）

## 文化・観光

### 世界遺産
- クレスピ・ダッダ（カプリアーテ・サン・ジェルヴァージオ）

## スポーツ

### サッカー
県内に本拠を置くプロサッカークラブとしては以下がある。所属リーグは2017-18シーズン現在。
- アタランタBC（ベルガモ） - セリエA（1部リーグ）
- UCアルビーノレッフェ（アルビーノ、レッフェ） - セリエC（3部リーグ）

両クラブは、ともにベルガモ市のスタディオ・アトレティ・アズーリ・ディターリアをホームスタジアムとしている。

## 人物

### 著名な出身者
- バルトロメーオ・コッレオーニ - 15世紀の傭兵隊長（コンドッティエーレ）。ソルツァ出身。
- ガエターノ・ドニゼッティ - 19世紀の作曲家。ベルガモ出身。
- ヨハネ23世 - 第261代ローマ教皇（在位: 1958年 - 1963年）。ソット・イル・モンテ出身。
- ルイジ・パシネッティ - 経済学者。ザーニカ出身。
- ジャチント・ファッケッティ - 1950-70年代に活躍したサッカー選手。サッカーイタリア代表選手。
- コスタンティノ・ロッカ - プロゴルファー。ベルガモ出身。

### ゆかりの人物
- カラヴァッジオ（ミケランジェロ・メリージ） - バロック期の画家。ミラノ生まれ、カラヴァッジョで成長。